# Olivier lo Templier
Olivier lo Templier (floruit …1269…) fou un trobador, potser d'origen català, que escriu en occità. Se'n conserva només una composició: una cançó de croada.
No es tenen dades sobre la vida d'aquest trobador i tampoc no se'n conserva cap vida que ens orienti sobre aquest tema. La cronologia de la seva única composició conservada és, però, clara: fa referència a la fracassada croada organitzada per Jaume I el 1269. La cançó de croada, tanmateix, és escrita abans de la sortida de l'expedició i, per tant, sense preveure'n el resultat. Per tal com s'identifica al trobador (lo templier En Olivier, al cançoner R, l'únic que conserva la seva poesia), seria de l'orde del Temple.
Milà i Fontanals considerà que era un trobador català, sobretot per l'admiració que té pel rei en Jaume. Però cal dir que altres trobadors occitans també li professaren la mateixa admiració. Tanmateix, els errors en la declinació de l'occità antic que trobem en la seva poesia (el català antic no té declinació, a diferència de l'occità i, per tant, els trobadors catalans cometen errors) i el fet que mencioni a la tornada al senyor de Gelida, fan pensar que potser sí que ho era.
Si és així, es podria identificar amb Ramon Oliver, comanador de la casa del Temple de Gardeny el 1295.
Obra
- (312,1)[2] Estat aurai lonc temps en pessamen (cançó de croada)